# سد الحسن الأول

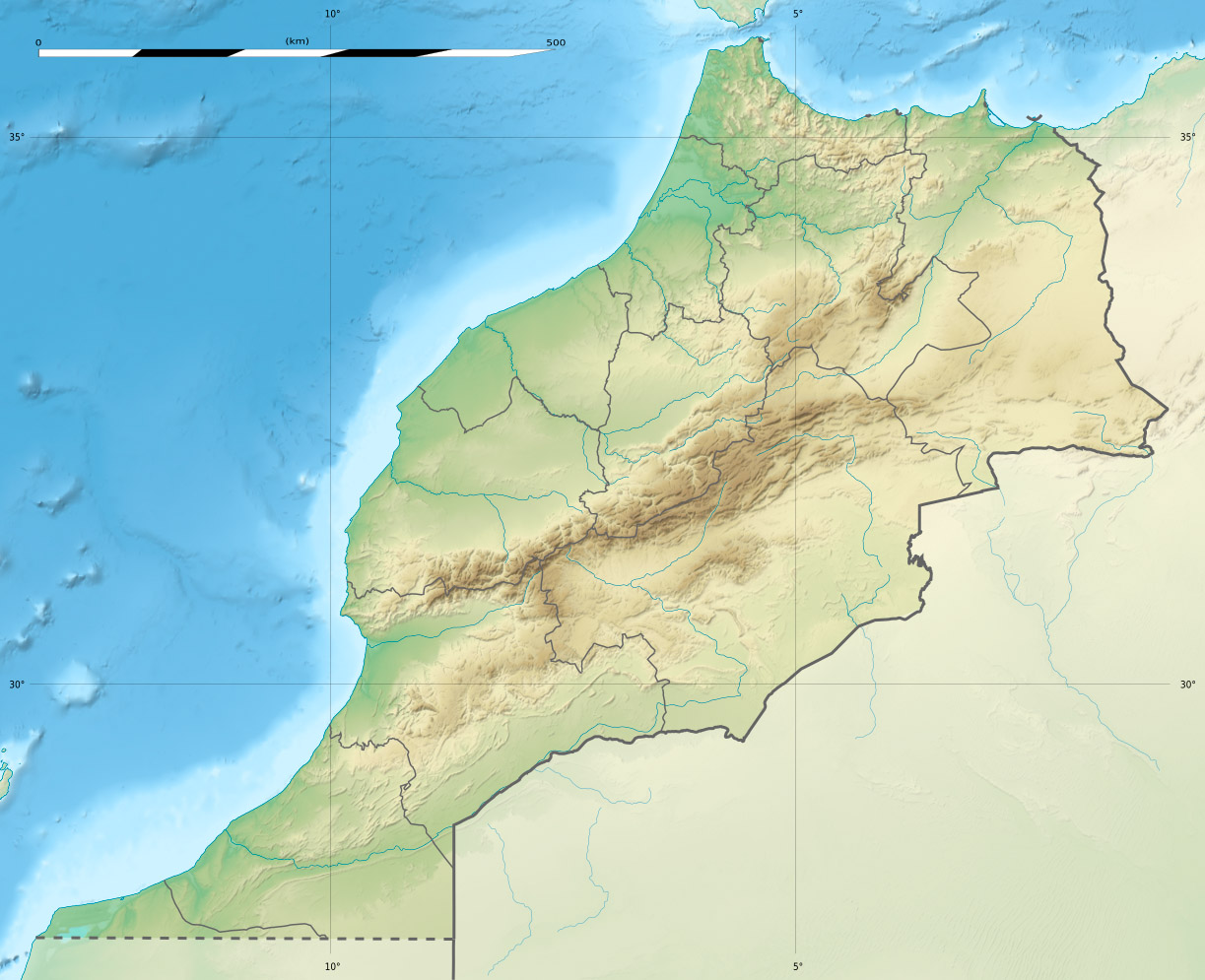
مكان سد الحسن الأول

يقع سد الحسن الأول على بعد 19 كيلو متر (12ميل) شمال شرق مدينة دمنات على النهر الأخضر في إقليم أزيلال في المغرب. وتم الانتهاء منه عام 1986، ويوفر السد المياه اللازمة لري أكثر من 40000 هكتار (99000 فدان) من الأراضي الزراعية.

## المحطةالكهرومائية
وعلى السد يوجد محطة كهرومائية تستطيع توليد 132 جيجاواط / ساعة في المتوسط سنويا.

## الوصف
- يبلغ طولة 145 متر (476 قدم)ويعتبر من أطول سد في المغرب.
- تم التسمية على اسم السلطان الحسن الأول بن محمد .